# جاك كلوغر
جاك كلوغر هو منتج أسطوانات بلجيكي، ولد في 23 يناير 1912، وتوفي في 26 مارس 1963.

## وصلات خارجية
- جاك كلوغر على موقع ميوزك برينز (الإنجليزية)
- جاك كلوغر على موقع ميوزك برينز (الإنجليزية)
- جاك كلوغر على موقع ديسكوغز (الإنجليزية)
- جاك كلوغر على موقع ديسكوغز (الإنجليزية)
- جاك كلوغر على موقع ديسكوغز (الإنجليزية)